# Probabilistisk säkerhetsanalys
Probabilistisk säkerhetsanalys eller PSA (I USA benämnt Probabilistic Risk Assessment, PRA; i Storbritannien, Frankrike och stora delar av övriga kärnkraftsvärlden i engelskspråkig dokumentation benämnt Probabilistic Safety Analysis, PSA) är en systematisk och allsidig metod för att beräkna och värdera risker i komplexa tekniska system, till exempel flygplan eller kärnkraftverk. Metoden bygger på att man med kännedom om tillförlitlighet hos enskilda komponenter i ett system med matematiska metoder kan beräkna tillförlitligheten för det sammankopplade systemet.

## Beskrivning
Risk i en PSA-analys definieras med två mått:
1. Allvarligheten eller omfattningen av en oönskad konsekvens
2. Frekvensen för att konsekvensen uppkommer

PSA fokuserar på den andra punkten, att kvantifiera frekvensen ("hur ofta") en viss konsekvens uppkommer, men metoden kan upprepas för olika typer av konsekvenser.
För varje konsekvens uppskattas frekvensen genom att kartlägga de inledande händelser som kan utmana systemet så att en viss konsekvens uppkommer. Man uppskattar hur ofta de inledande händelserna inträffar (frekvens, fih) samt uppskattar felsannolikheten, pf hos de systemfunktioner (barriärer) som behövs för att bemöta den inledande händelsen. Frekvensen för konsekvensen fc blir frekvensen för den inledande händelsen multiplicerat med felsannolikheten hos barriären (fc  = fih * pf ). I tabellen ges några exempel på inledande händelser och tänkbara konsekvenser och barriärer.
| Inledande händelse    | Konsekvens                                                           | Barriär                                       |
| --------------------- | -------------------------------------------------------------------- | --------------------------------------------- |
| Bortfall av elkraft   | Utebliven funktion hos mobilmast, fryshus, kylsystem i kärnkraftverk | Aggregat för reservkraft                      |
| Brand                 | Förstörd anläggning                                                  | Detektions- och släcksystem                   |
| Rörbrott              | Överhettning i reaktorhärd                                           | System för att isolera rörbrott och återfylla |
| Tryckfall i flygkabin | Dödsfall på grund av syrebrist                                       | Nödsystem med syrgas                          |

### Exempel
Antag att systemet havererar (maten förstörs i fryshuset, batterierna i mobilmasten laddas ur, härden i ett kärnkraftverk överhettas) om elförsörjningen uteblir under mer än två timmar.
I Sverige inträffar sådana elavbrott ungefär en gång vart tionde år (fih = 1/10).
Antag att ett reservkraftaggregat kan kopplas in som havererar en gång på hundra starter (pf = 1/100).
Frekvensen för att elförsörjningen uteblir och reservkraftaggregatet inte startar blir då fc = fih * pf  = 1/10 * 1/100 = 1/1000 per år ("en gång på tusen per år"). Om man har tusen anläggningar kan det förväntas att en om året havererar.
En sådan haverifrekvens kan kanske vara acceptabel för fryshuset och mobilmasten men knappast för kärnkraftverket.
Om man sätter in ytterligare ett reservkraftaggregat som är helt oberoende av det första så blir frekvensen för att inget av de två reservkraftaggregaten startar pf = 1/100*1/100 = 1/10000, och frekvensen för systemhaveri blir fc = fih * pf  = 1/10 * 1/10000 = 1/100000 per år ("en gång på hundratusen per år"). Om man har hundratusen anläggningar kan det förväntas att en om året havererar.
En sådan haverifrekvens (eller ännu lägre) är ungefär det som eftersträvas för flyg, kärnkraft och andra verksamheter med stora konsekvenser.

### Tillämpning
Genom att kartlägga och analysera system med denna metodik kan man hitta svaga punkter i systembarriärer, samt få ett mera jämnstarkt system genom att man lägger större resurser på barriärer som skyddar mot händelser som inträffar ofta.
För trovärdiga analyser av verkliga system leder metodiken till detaljerade kartläggningar av ett stort antal delkomponenter och deras beroenden som modelleras i omfattande felträd. Antagandet om oberoende hos redundanta komponenter kan behöva modifieras genom att beakta risken för CCF - fel med gemensam orsak. Verkliga system innehåller operatörer som utför manuella ingrepp, där felsannolikheten för dessa ingrepp måste kvantifieras för att få trovärdiga resultat.

## Historik
Principerna för metodiken har varit kända länge, men det var först i och med tillgång till större datorkraft som praktiskt användbara analyser kunde genomföras för större system. Den första moderna probabilistiska säkerhetsanalysen för kärnkraftverk presenterades 1975, den så kallade "Rasmussen-rapporten" ledd av professor Norman Rasmussen, som på ett strukturerat och heltäckande sätt försökte uppskatta risker från kärnkraft.
Rapportens slutsatser kan sägas vara att riskerna från kärnkraft bedömdes vara små jämfört med många andra industriella verksamheter. Samtidigt redovisades att man inte kunde utesluta förlopp med härdskador och stora utsläpp, samt att dessa kunde utlösas av olyckliga kombinationer av mindre störningar och otillgängliga system.
I den uppskruvade kärnkraftsdebatten på 1970-talet användes rapporten som argument av både förespråkare och motståndare till kärnkraft. Förespråkarna betonade de låga frekvenserna för olyckor ("en på tiotusen reaktorår") medan motståndarna fokuserade på konsekvensbeskrivningarna av de värsta och mest osannolika olyckorna ("hundratals döda, förstörda markområden"). Även på mer vetenskaplig nivå förekom en debatt med ifrågasättande och invändningar mot metodiken och angreppssättet.
När Harrisburgolyckan inträffade 1979 i reaktor 2 på kraftverket Three Mile Island (TMI) i Pennsylvania i USA, så väckte detta många frågor - hur kunde detta inträffa som skulle vara så osannolikt? Den kanske mest kända kritiken levererades av Tage Danielsson i hans monolog "Om sannolikhet" i revyn "Under dubbelgöken". Tvärtemot vad man kanske kan förledas tro av detta så ledde Harrisburgolyckan till att fler insåg styrkan och möjligheterna med PSA. Så blev det också i Sverige, där en av Reaktorsäkerhetsutredningens slutsatser blev bland annat en rekommendation om att öka användningen av PSA. Så skedde, och PSA är sedan många år en etablerad och av myndigheten föreskriven del av säkerhetsarbetet på kärnkraftverk i Sverige och många andra länder.